# Bathymyrus
Bathymyrus és un gènere de peixos marins pertanyent a la família dels còngrids i a l'ordre dels anguil·liformes.

## Etimologia
Bathymyrus prové dels mots grecs bathys (profund) i myros, -ou (el mascle del peix anomenat morena).

## Distribució geogràfica
Es troba a l'Índic (la desembocadura del riu Limpopo a Moçambic, el corrent Agulhas, el mar d'Aràbia, Oman, el Pakistan i l'Índia) i el Pacífic occidental (Indonèsia, el mar de la Xina Oriental, el mar de la Xina Meridional, el Vietnam i les illes Pescadors a Taiwan).

## Cladograma
| Bathymyrus (Alcock, 1889) | \| \| Bathymyrus echinorhynchus (Alcock, 1889)[9] \| \| \| \| \| \| Bathymyrus simus (Smith, 1965)[20] \| \| \| \| \| \| Bathymyrus smithi (Castle, 1968)[26][27] \| \| \| \| |
|                           | \| \| Bathymyrus echinorhynchus (Alcock, 1889)[9] \| \| \| \| \| \| Bathymyrus simus (Smith, 1965)[20] \| \| \| \| \| \| Bathymyrus smithi (Castle, 1968)[26][27] \| \| \| \| |
|                           | Ariosoma (Swainson, 1838) |
|                           | |
|                           | Chiloconger (Myers & Wade, 1941) |
|                           | |
|                           | Kenyaconger (Smith & Karmóvskaia, 2003) |
|                           | |
|                           | Parabathymyrus (Kamohara, 1938) |
|                           | |
|                           | Paraconger (Kanazawa, 1961) |
|                           | |
|                           | Bathymyrus echinorhynchus (Alcock, 1889) |
|                           | |
|                           | Bathymyrus simus (Smith, 1965) |
|                           | |
|                           | Bathymyrus smithi (Castle, 1968) |
|                           | |

|  | Bathymyrus echinorhynchus (Alcock, 1889) |
|  |                                          |
|  | Bathymyrus simus (Smith, 1965)           |
|  |                                          |
|  | Bathymyrus smithi (Castle, 1968)         |
|  |                                          |